# John Cullberg

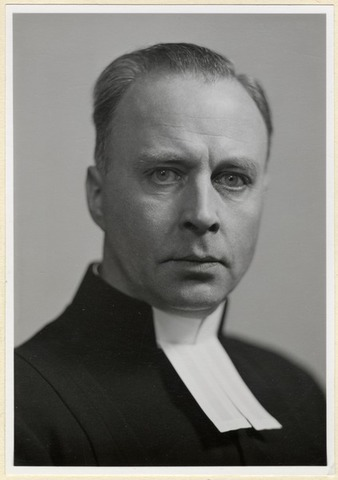
John Cullberg (1951)

John Olof Cullberg (* 23. April 1895 in Harestad, Göteborgs och Bohus län; † 10. August 1983 in Uppsala) war ein schwedischer lutherischer Theologe und Bischof.

## Leben
Cullberg, Sohn eines lutherischen Pfarrers, wurde 1926 an der Universität Uppsala zum Dr. phil. promoviert und erhielt anschließend eine Anstellung als Dozent für Religionsphilosophie. 1928 wurde er ordiniert und zum Verwalter der Professur für theologische Enzyklopädie in Uppsala berufen. Nach der Promotion zum Dr. theol. 1933 übernahm er eine Pfarrstelle in Balingsta (heute Teil der Gemeinde Uppsala). 1937 wurde er nebenamtlich Kontraktspropst. 1940 zum Bischof des Bistums Västerås ernannt, diente er in dieser Position bis zu seinem Ruhestand 1962. Anschließend zog er wieder nach Uppsala, um noch einmal theologisch zu arbeiten. 
Cullberg war seit 1928 mit Eva Virgin (1903–1962) verheiratet. Zu seinen Kindern gehören die Künstlerin Carin Adler (* 1929), der Künstler Erland Cullberg (1931–2012), der Psychiater und Autor Johan Cullberg (1934–2022) und der Kunsthistoriker Staffan Cullberg (* 1937).

## Werk und Bedeutung
Cullberg ist vor allem durch Veröffentlichungen zur Religionsphilosophie hervorgetreten. Besonders bekannt wurde er dadurch, dass er die Theologie Karl Barths aus lutherischer Sicht kritisierte.
Cullberg hatte eine Reihe von Ehrenämtern. Unter anderem leitete er von 1933 bis 1937 den schwedischen Zweig des Christlichen Studenten-Weltbunds.

## Ehrungen
1940 wurde Cullberg der Nordstern-Orden (Kommandeur 1. Klasse) verliehen.
Die Universität Greifswald zeichnete ihn 1956 mit der theologischen Ehrendoktorwürde aus.

## Schriften (Auswahl)
- Samuel Grubbe. En studie i transcendental religionsfilosofi. Berlings, Uppsala 1926.
- Religion och vetenskap. Till frågan om den systematiska teologiens vetenskapliga grundläggning. Stockholm 1930.
- Das Du und die Wirklichkeit. Zum ontologischen Hintergrund der Gemeinschaftskategorie. Lundequist, Uppsala 1933 (vordenker.de PDF).
- Das Problem der Ethik in der dialektischen Theologie. 1. Karl Barth. Lundequist, Uppsala 1938.
- Kyrkan och tiden. Svenska Kyrkans Diakonistyrelses Bokförlag, Stockholm 1940
- Människans väg. Demoniskt-gudomligt-mänskligt. Svenska Kyrkans Diakonistyrelses Bokförlag, Stockholm 1953.
- Tro och verklighet. Svenska Kyrkans Diakonistyrelses Bokförlag, Stockholm 1955.
  - Glauben und Wirklichkeit. Eine Studie zum existentiellen Glaubensverständnis. Furche, Hamburg 1958.
- Den fördolde Guden. Studier till den bibliska gudsföreställningen. Verbum, Stockholm 1968.